# Arum besserianum
Arum besserianum är en kallaväxtart som beskrevs av Heinrich Wilhelm Schott. Arum besserianum ingår i Munkhättesläktet och i familjen kallaväxter. Inga underarter finns listade.